# Eye for an Eye
Eye for an Eye è l'ottavo album in studio da solista di Pino Scotto, il decimo della sua carriera, pubblicato il 20 aprile 2018 dall'etichetta Nadir Music/Audioglobe. È il primo a contenere esclusivamente brani in lingua inglese.

## Tracce
1. Eye for an Eye – 4:15
2. The One – 4:58
3. One Against the Other – 4:20
4. Two Guns – 3:46
5. Cage of Mind – 4:24
6. Crashing Tonight – 4:17
7. Angel of Mercy – 5:18
8. Looking for the Way – 3:53
9. Wise Man Tale – 5:51
10. There's Only One Way to Rock (cover di Sammy Hagar) – 4:03
11. One Way Out (cover di Sonny Boy Williamson) – 4:13

## Formazione
- Pino Scotto - voce
- Steve Angarthal - chitarra
- Dario Bucca - basso
- Marco Di Salvia - batteria
- Fabio Treves - armonica a bocca